# Larga Marcha 4B
El Larga Marcha 4B (chino: 长征四号乙运载火箭), también conocido como Chang Zheng 4B, CZ-4B y LM-4B es un cohete portador orbital chino. Lanzado desde el Complejo de Lanzamiento 1 en el Centro de Lanzamiento de Satélites de Taiyuan, es un cohete de 3 etapas, usado principalmente para colocar satélites en órbitas sincrónicas Tierra y Sol. Se lanzó por primera vez el 10 de mayo de 1999, con el satélite meteorológico FY-1C, que más tarde se utilizaría en la prueba de antimisiles de chinos de 2007.
El Chang Zheng 4B experimentó su primer fracaso de lanzamiento el 9 de diciembre de 2013, con la pérdida del satélite CBERS-3.

## Lista de lanzamientos
| Número de vuelo | Fecha (UTC)              | Sitio de lanzamiento | Carga útil                    | Órbita | Resultado |
| --------------- | ------------------------ | -------------------- | ----------------------------- | ------ | --------- |
| 1               | Mayo 10, 199901:33       | LA-7, TSLC           | Fengyun 1CShijian 5           | SSO    | Éxito     |
| 2               | Octubre 14, 199903:15    | LA-7, TSLC           | CBERS-1SACI-1                 | SSO    | Éxito     |
| 3               | Septiembre 1, 200003:25  | LA-7, TSLC           | Ziyuan II-01                  | SSO    | Success   |
| 4               | Mayo 15, 200201:50       | LA-7, TSLC           | Fengyun 1DHaiyang-1Un         | SSO    | Success   |
| 5               | Octubre 27, 200203:17    | LA-7, TSLC           | Ziyuan II-02                  | SSO    | Success   |
| 6               | Octubre 21, 200303:16    | LA-7, TSLC           | CBERS-2Chuangxin-1-01         | SSO    | Success   |
| 7               | Septiembre 8, 200423:14  | LA-7, TSLC           | Shijian 6AShijian 6B          | SSO    | Success   |
| 8               | Noviembre 6, 200403:10   | LA-7, TSLC           | Ziyuan II-03                  | SSO    | Success   |
| 9               | Octubre 23, 200623:34    | LA-7, TSLC           | Shijian 6CShijian 6D          | SSO    | Success   |
| 10              | Septiembre 19, 200703:26 | LA-7, TSLC           | CBERS-2B                      | SSO    | Success   |
| 11              | Octubre 25, 200801:15    | LA-9, TSLC           | Shijian 6EShijian 6F          | SSO    | Success   |
| 12              | Diciembre 15, 200803:22  | LA-9, TSLC           | Yaogan 5                      | SSO    | Success   |
| 13              | Octubre 6, 201000:49     | LA-9, TSLC           | Shijian 6GShijian 6H          | SSO    | Success   |
| 14              | August 15, 201122:57     | LA-9, TSLC           | Haiyang-2Un                   | SSO    | Success   |
| 15              | Noviembre 9, 201103:21   | LA-9, TSLC           | Yaogan 12Tianxun-1            | SSO    | Success   |
| 16              | Diciembre 22, 201103:26  | LA-9, TSLC           | Ziyuan Yo-02C                 | SSO    | Success   |
| 17              | Enero 9, 201203:17       | LA-9, TSLC           | Ziyuan III-01VesselSat-2      | SSO    | Success   |
| 18              | Mayo 10, 201207:06       | LA-9, TSLC           | Yaogan 14Tiantuo-1            | SSO    | Success   |
| 19              | Octubre 25, 201303:50    | LA-4/SLS-2, JSLC     | Shijian 16                    | LEO    | Success   |
| 20              | Diciembre 9, 201303:26   | LA-9, TSLC           | CBERS-3                       | SSO    | Fallo     |
| 21              | August 19, 201403:15     | LA-9, TSLC           | Gaofen 2BRITE-PL2 (Heweliusz) | SSO    | Success   |
| 22              | Septiembre 8, 201403:22  | LA-9, TSLC           | Yaogan 21Tiantuo-2            | SSO    | Success   |
| 23              | Diciembre 7, 201403:26   | LA-9, TSLC           | CBERS-4                       | SSO    | Success   |
| 24              | Diciembre 27, 201403:22  | LA-9, TSLC           | Yaogan 26                     | SSO    | Success   |
| 25              | Junio 26, 201506:22      | LA-9, TSLC           | Gaofen 8                      | SSO    | Success   |
| 26              | Noviembre 8, 201507:06   | LA-9, TSLC           | Yaogan 28                     | SSO    | Success   |
| 27              | Mayo 30, 201603:17       | LA-9, TSLC           | Ziyuan III-02ÑuSat-1/-2       | SSO    | Success   |
| 28              | Junio 29, 201603:21      | LA-4/SLS-2, JSLC     | Shijian 16-02                 | LEO    | Success   |
| 29              | Junio 15, 201703:00      | LA-4/SLS-2, JSLC     | HXMTÑuSat-3Zhuhai-1           | SSO    | Success   |

## Fallos de lanzamiento

### Error de lanzamiento de CBERS-3
El 9 de diciembre de 2013, un cohete Long 4B de marzo falló al lanzar el satélite CBERS-3. Durante el vuelo propulsado de la tercera etapa, uno de sus dos motores se cerró prematuramente y el satélite no pudo alcanzar la órbita. La causa fue rastreada a los escombros extranjeros que bloquearon la toma de combustible del motor.